# Mustela
Mustela (Linnaeus, 1758) este un gen de mamifere din familia Mustelidae, care include variate specii de nevăstuică, hermină și nurcă.

## Specii ale genuluiMustela
- Mustela africana Desmarest, 1818      (Tropical weasel)
- Mustela altaica Pallas, 1811          (nevăstuică alpină)
- Mustela erminea Linnaeus, 1758        (hermină)
- Mustela eversmanii Lesson, 1827       (dihor de stepă)
- Mustela felipei Izor and de la Torre, 1978      (Colombian Weasel)
- Mustela frenata Lichtenstein, 1831    (Belette à longue queue, Comadreja cola larga, Long-tailed Weasel)
- Mustela itatsi Temminck, 1844         (Japanese Weasel)
- Mustela kathiah Hodgson, 1835         (nevăstuică cu burtă galbenă)
- Mustela lutreola (Linnaeus, 1761)     (nurcă europeană) sau după Barbu 1975 norița sau nurca [1];
- Mustela lutreolina Robinson and Thomas, 1917    (Indonesian Mountain Weasel)
- Mustela nigripes (Audubon and Bachman, 1851)    (dihor cu labe negre)
- Mustela nivalis Linnaeus, 1766        (nevăstuică)
- Mustela nudipes Desmarest, 1822       (Malayan Weasel)
- Mustela putorius Linnaeus, 1758       (dihor de casă) sau după Barbu 1975 dihorul negru sau de pădure[1]
- Mustela sibirica Pallas, 1773         (nevăstuică siberiană)
- Mustela strigidorsa Gray, 1853        (Back-striped Weasel)
- Mustela subpalmata Hemprich and Ehrenberg, 1833 (Egyptian Weasel)